# The Shadow
The Shadow (englisch für „Der Schatten“) ist eine in den 1930er Jahren von Walter B. Gibson unter dem Pseudonym Maxwell Grant entwickelte Figur eines mysteriösen Verbrecherjägers. Diese trat in Radio-Hörspielen, Pulp-Magazinen und später auch in Comics und Filmen auf.

## Beschreibung
Charakteristisch für den düsteren Antihelden sind sein großer dunkler Schlapphut, sein roter, stets die untere Gesichtshälfte verdeckender Schal und seine beiden großkalibrigen Pistolen. Er besitzt die in Asien erlernte Fähigkeit, durch mentale Beeinflussung (angelehnt an Hypnose) den Geist der Menschen so zu manipulieren, dass er sie steuern und beeinflussen kann.
Ein großer Unterschied zwischen dem Shadow der Groschenromane und der Figur des Shadow aus den Radiosendungen ist seine reale Identität. In den Groschenromanen verbirgt sich hinter dem Helden der in Asien abgestürzte Pilot Kent Allard (bekannt als „The Black Eagle“), der zeitweise die Identität seines Agenten Lamont Cranston annimmt, während dieser im Ausland unterwegs ist. In den späteren Romanen wird allerdings kaum noch erwähnt, dass es einen "echten" Lamont Cranston gibt. In den Radioabenteuern ist der reiche Playboy und Lebemann Cranston tatsächlich die wahre Identität des Shadow. In den neueren Romanen wird sogar angedeutet, dass Allards Leiche im Wrack des Flugzeuges gefunden wurde und Shadow daher weder Cranston noch Allard ist.
Im Laufe der Geschichten baut Shadow ein ganzes Netzwerk von Agenten auf – in der Regel Menschen, die ihm einen Gefallen schulden oder ihm ihr Leben verdanken.

## Geschichte
Die erste Shadow-Krimifolge im Radio wurde am 31. Juli 1930 in den USA ausgestrahlt. Zunächst war Shadow nur der nicht aktiv handelnde Erzähler der wöchentlichen Detective Story Hour-Geschichten. Diese Sendung war als Werbe-Idee für den Verlag Street & Smith gedacht. Nachdem ein Interesse an der Figur laut wurde, sprach man den jungen Autoren Walter Gibson an, eine vierteljährliche Roman-Reihe zu erstellen. Diese wurde dann auf monatlich umgestellt. Später war The Shadow eine der beliebtesten Hörspielserien und Romanreihen der Vereinigten Staaten. In den Jahren 1937 und 1938 wurde die Rolle des Shadow im Radio von Orson Welles gesprochen. Auch die ersten Spielfilme entstanden um diese Zeit.
1940 entstand ein Comicstrip, der in US-Zeitungen zum Abdruck kam, sowie eine Comic-Heftserie bei Street & Smith. 1954 wurde die Radio-Serie eingestellt.
Mitte der 1970er Jahre entstand bei DC Comics eine 12-teilige Serie sowie 1986 eine vierteilige Episode von Howard Chaykin. 1987 entstand eine monatliche Serie mit 19 Ausgaben, sowie ab 1989 die Heftserie The Shadow Strikes! In den 1990er Jahren gab es kleinere Miniserien beim Verlag Dark Horse Comics.

## Erwähnenswertes
- Jede Folge der Radiosendung begann mit den Sätzen „Who knows what evil lurks in the hearts of men?  The Shadow knows!“ („Wer weiß welches Böse in den Herzen der Menschen lauert? Der Schatten weiß es!“)
- The Shadow hatte einen gleichnamigen Vorgänger. 1929 tauchte der von George C. Jenks erfundene Charakter in dem Magazin Fame and Fortune auf. In der Geschichte The Shadow of Wall Street war Compton Moore der Beschützer der Wall Street und jagte unter dem Pseudonym Shadow unehrenhafte Geschäftsleute.
- In der im Dezember 1974 erschienenen Geschichte The Night of The Shadow! (US-Batman #259) von Dennis O’Neil, macht Shadow in Gotham City eine Gruppe von Gangstern dingfest und rettet damit das Leben von Thomas Wayne und seinem Sohn Bruce, der später zu Batman wird.
- Ende 2006 erwarb Columbia Pictures die Filmrechte an Gibsons Shadow und plante u. a. mit Hilfe von Sam Raimi als Produzent eine Neuverfilmung des Stoffs.[3]

## Verfilmungen
| Jahr | Titel                                                     | Shadow        |
| ---- | --------------------------------------------------------- | ------------- |
| 1937 | The Shadow Strikes1                                       | Rod La Rocque |
| 1938 | International Crime2                                      | –3            |
| 1940 | The Shadow                                                | Victory Jory  |
| 1946 | The Shadow Returns                                        | Kane Richmond |
| 1946 | Behind the Mask                                           | Kane Richmond |
| 1946 | The Missing Lady                                          | Kane Richmond |
| 1958 | The Invisible Avenger4                                    | Richard Derr  |
| 1994 | Shadow und der Fluch des Khan (Originaltitel: The Shadow) | Alec Baldwin  |

1 Basiert auf der Shadow-Geschichte The Ghost of the Manoy
2 Basiert auf der Shadow-Geschichte Foxhound
3 Shadow taucht selbst nicht auf und wird von seinen Agenten vertreten.
4 Geplant als erster Teil eines Fernsehdreiteilers, der nie ausgestrahlt wurde